# Публий Манлий Вулзон
Публий Манлий Вулзон (на латински: Publius Manlius Vulso) e римски политик. Произлиза от клон Вулзон на старата патрицианска фамилия Манлии.
През 400 пр.н.е. (вероятно и 396 пр.н.е.) той е консулски военен трибун.